# Георги Динков (футболист)
Георги Динков (роден на 20 май 1991 г. в Стара Загора) е български футболист, защитник, който играе за отбора на Берое (Стара Загора).

## Кариера
Кариерата си в мъжкия тим на Берое започва под ръководството на Петър Колев в дублиращия отбор. По-късно Илиан Илиев го преотстъпва под наем за по половин сезон в „Спартак 1918“ (Варна) и „Сливен 2000“ (Сливен). С добрите си изяви там Динков си спечелва отново мястото в представителния отбор на „Берое“. През 2015/2016 г. прави силен сезон с екипа на Берое и става основна фигура в състава.